# Atsushi Shirai
Atsushi Shirai (白井 淳 Shirai Atsushi?, nacido el 18 de abril de 1966 en Kumamoto) es un exfutbolista japonés. Jugaba de guardameta y su último club fue el Omiya Ardija de Japón.

## Trayectoria

### Clubes
| Club                  | País  | Año         |
| --------------------- | ----- | ----------- |
| Tanabe Pharmaceutical | Japón | 1989 - 1991 |
| Toshiba               | Japón | 1991 - 1993 |
| Gamba Osaka           | Japón | 1994 - 1996 |
| Consadole Sapporo     | Japón | 1996        |
| JEF United Ichihara   | Japón | 1997 - 1998 |
| Omiya Ardija          | Japón | 1999 - 2002 |